# Florence Heiniger
 (décembre 2021).
Si vous disposez d'ouvrages ou d'articles de référence ou si vous connaissez des sites web de qualité traitant du thème abordé ici, merci de compléter l'article en donnant les références utiles à sa vérifiabilité et en les liant à la section « Notes et références ».
Pour les articles homonymes, voir Heiniger.
Florence Heiniger est une journaliste et productrice genevoise de la télévision suisse romande, née le 10 août 1959. Elle produit et anime des émissions culturelles.

## Biographie
Après avoir obtenu une licence ès lettres, elle devient professeur de français au Cycle d'orientation. Elle suit ensuite une formation journalistique au Centre Romand de formation des Journalistes (CRFJ) et au quotidien La Suisse.
Elle entre en 1988 à la Télévision suisse romande où elle présente successivement les émissions Prêt-à-sortir, Bazar, Flo, le magazine culturel Sortie libre qu´elle coproduit, puis, de 1996 à 2003, FaxCulture qu´elle produit et anime.
En 2001, elle signe, avec le réalisateur Jérôme Porte, le portrait documentaire de Niki de Saint Phalle intitulé Le tarot de Niki. En 2004 elle lance le magazine Sang d’encre, crée deux prix littéraires (le « Prix TSR du Roman » et le « Prix TSR Littérature Ados »). En 2006, sa nouvelle émission s´appelle Singulier.